# Vourégane
Vourégane est une localité du département de Guéguéré, dans la province d’Ioba (région du Sud-Ouest) au Burkina Faso. En 2006, cette localité comptait 932 habitants dont 49.1% de femmes.